# Pavel Žáček
Pavel Žáček (* 18. května 1969 Praha) je český novinář, historik, státní úředník a politik, v letech 1989–1991 šéfredaktor časopisu Studentské listy, 1998 první náměstek ředitele Úřadu dokumentace a vyšetřování zločinů komunismu, 2001–2003 člen Rady České televize, 2007–2010 zmocněnec vlády ČR, zakladatel a první ředitel Ústavu pro studium totalitních režimů a Archivu bezpečnostních složek, od října 2017 poslanec Poslanecké sněmovny PČR, člen ODS.

## Studium
V roce 1987 zahájil studium Fakulty žurnalistiky Univerzity Karlovy, které dokončil v roce 1992 na Fakultě sociálních věd. V letech 1990–1991 studoval také historii a politologii na Filozofické fakultě UK. V roce 2001 ukončil postgraduální studium Fakulty sociálních věd UK. S podporou Fulbrightovy nadace v letech 1995–1996 absolvoval John Marschall Fellowship na Center for Russian and East European Studies (CREES) Stanfordovy univerzity v USA.

## Kariéra

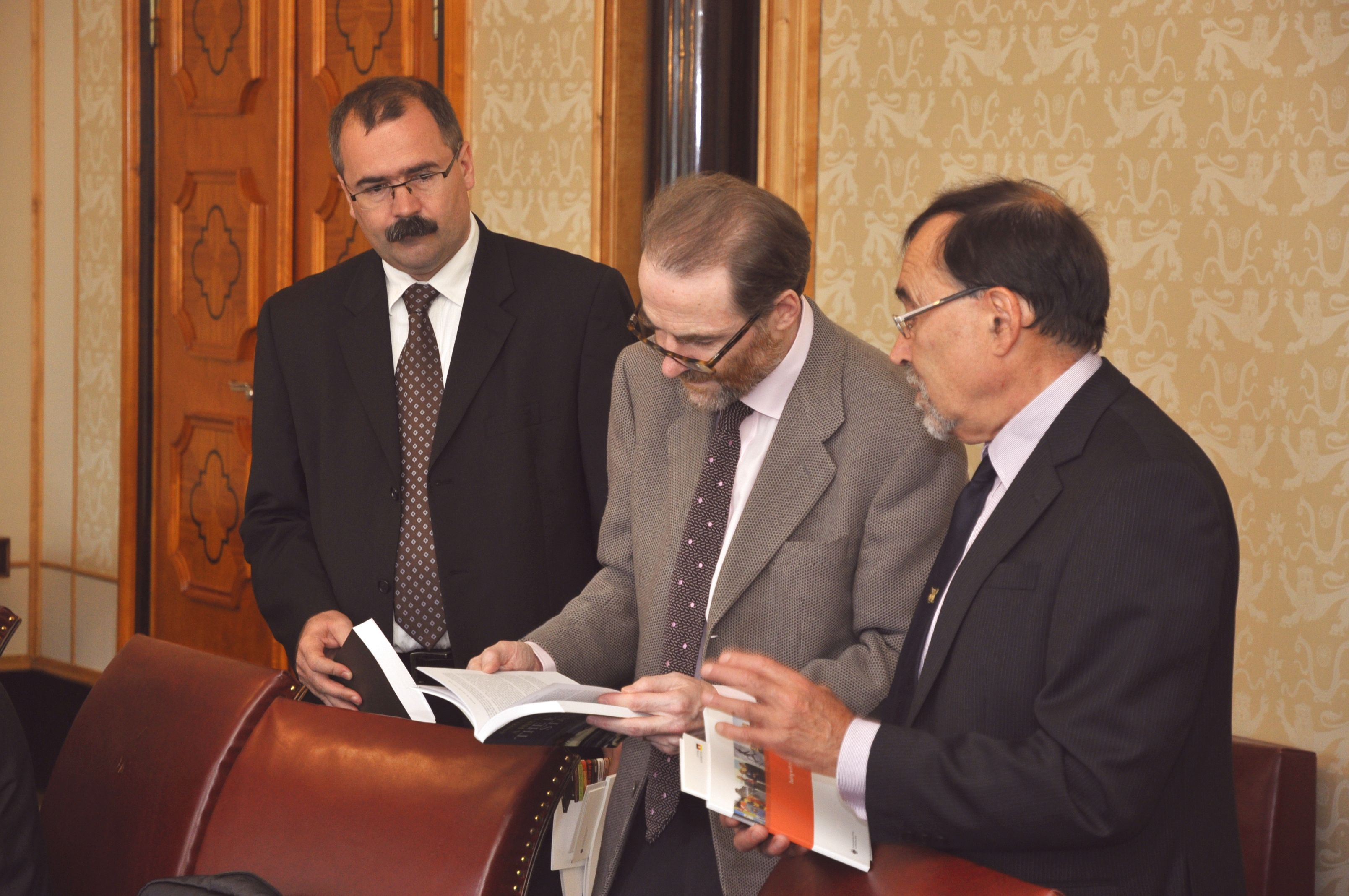
Pavel Žáček, Timothy Garton Ash, Kristian Gerner (2012)

V průběhu roku 1989 byl místopředsedou Studentského tiskového a informačního střediska, šéfredaktorem fakultního časopisu Proto, jedním z organizátorů studentské demonstrace 17. listopadu 1989, zakončené brutálním zásahem komunistického bezpečnostního aparátu na Národní třídě, spoluautorem prvního prohlášení pražských vysokoškolských studentů, zakládajícím předsedou stávkového výboru fakulty žurnalistiky a zástupcem ve Studentském parlamentu.

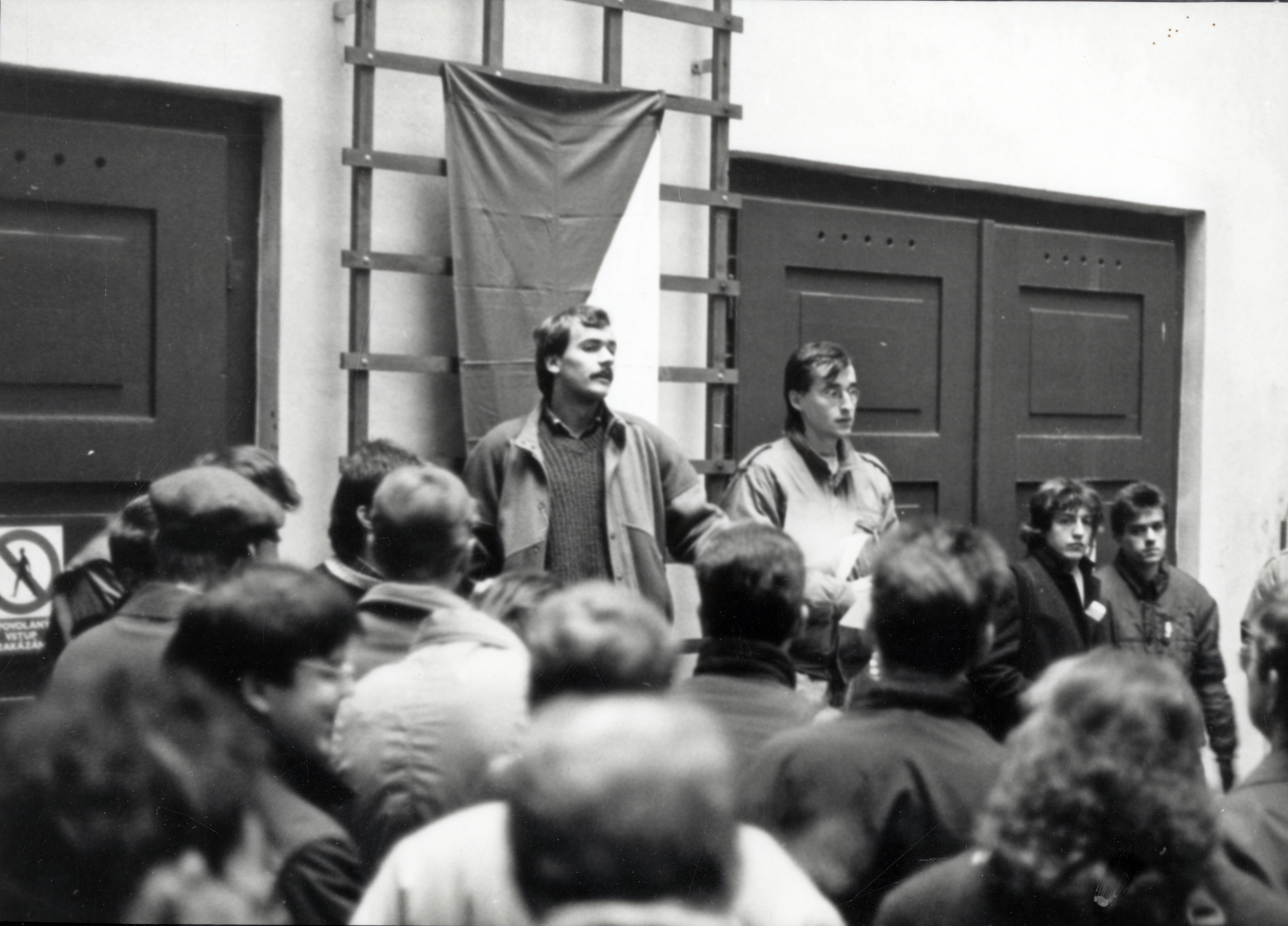
Pavel Žáček vyhlašuje 20. listopadu 1989 stávku na Fakultě žurnalistiky UK

V prosinci 1989 založil a po dva roky působil jako šéfredaktor nezávislého čtrnáctideníku vysokoškolského hnutí Studentské listy, který vydávalo nakladatelství a vydavatelství Lidové noviny. Časopis podporoval transformaci politického, ekonomického i bezpečnostního systému v ČSFR, úzce spolupracoval s organizacemi politických vězňů a zástupci exilu. Spolupracoval dále s předními historiky, spisovateli i básníky.

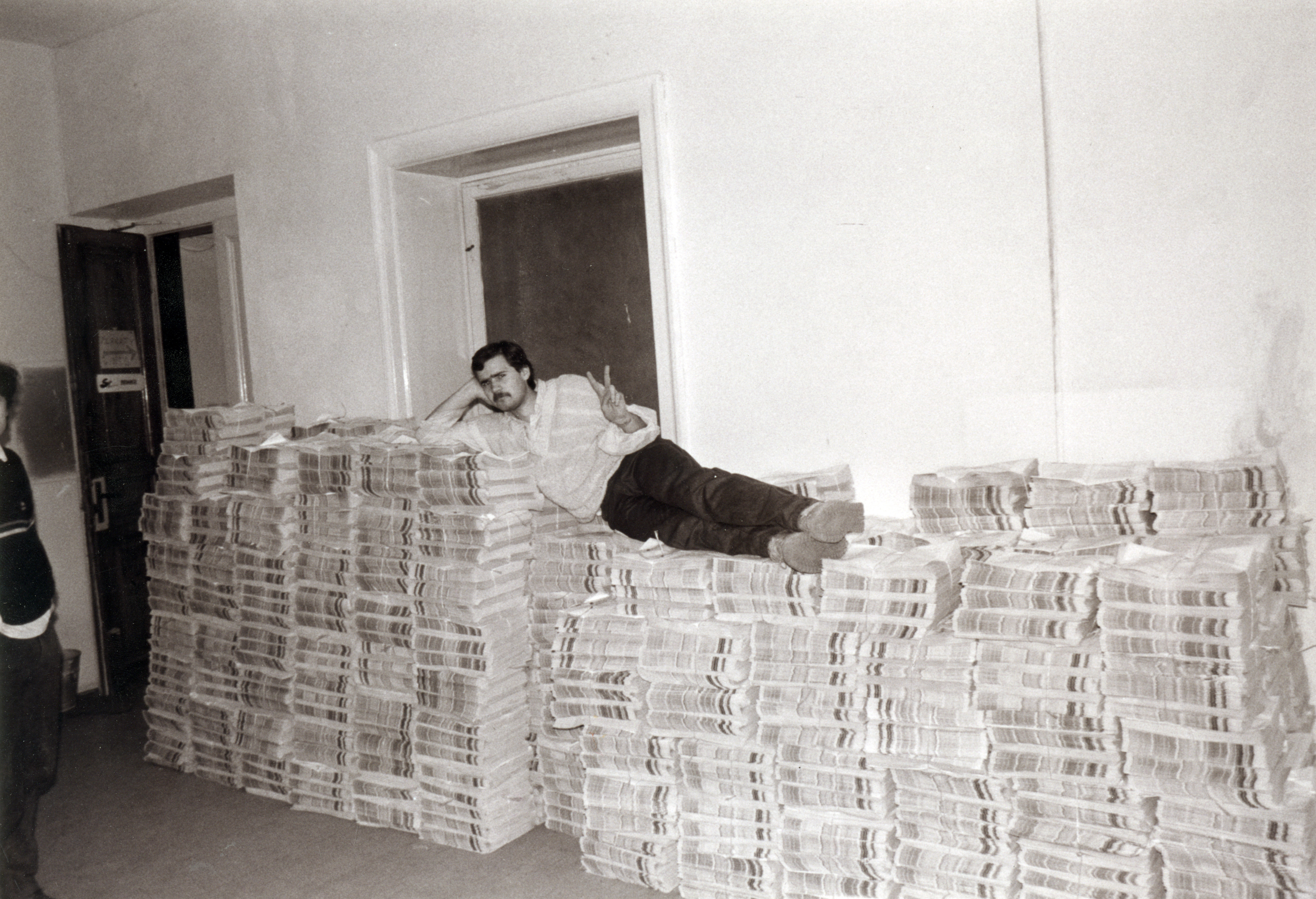
Šéfredaktor Pavel Žáček a jeho Studentské listy, jaro 1990

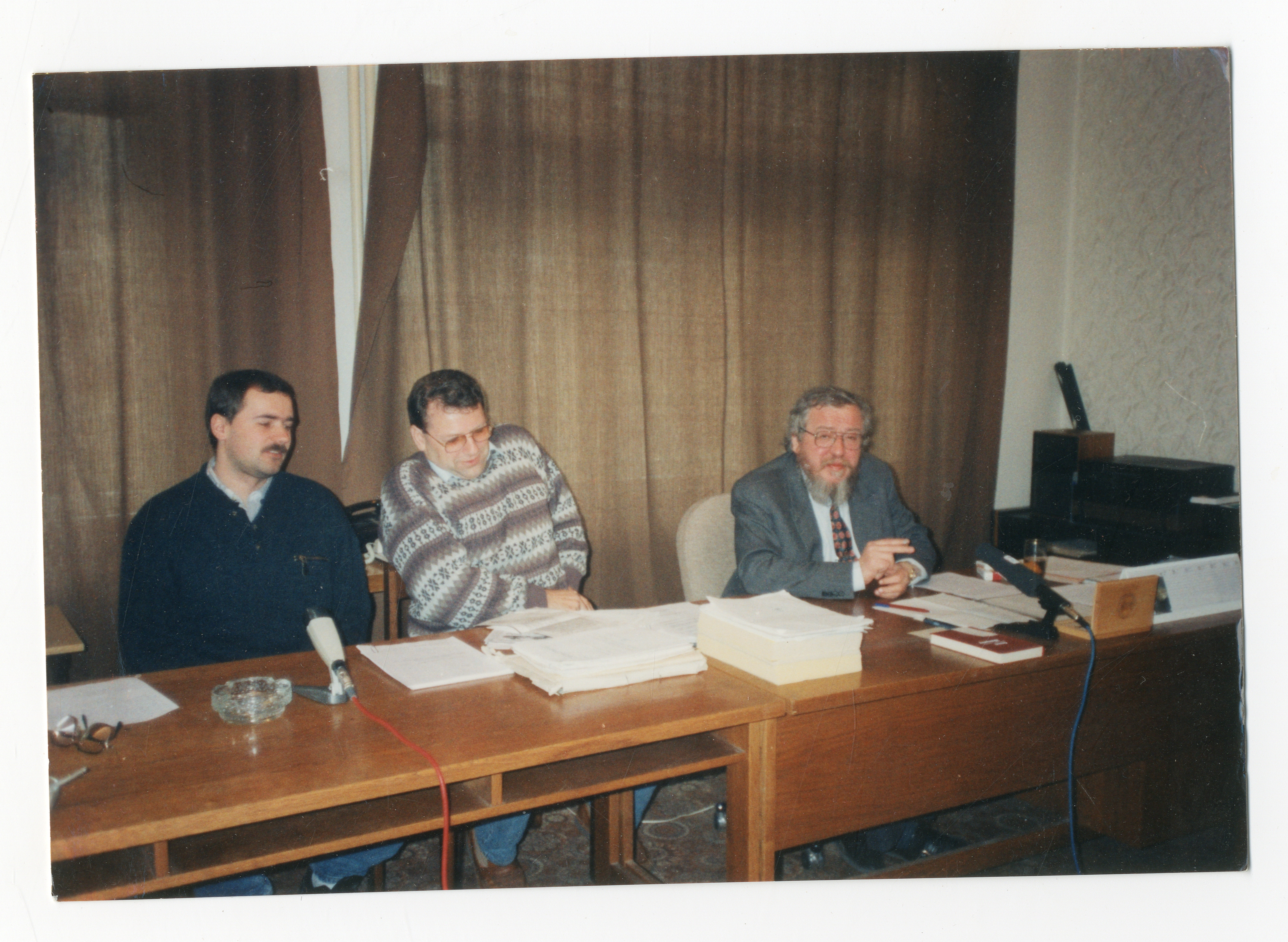
Pavel Žáček na tiskové konferenci vedení Úřadu dokumentace a vyšetřování zločinů komunismu v čele s Václavem Bendou (vpravo), jaro 1995

Od roku 1993 pracoval na Úřadu dokumentace a vyšetřování činnosti Státní bezpečnosti, který se v roce 1995 přeměnil v Úřad dokumentace a vyšetřování zločinů komunismu. Jako vedoucí odboru byl tvůrcem koncepce úseku dokumentace, založil sborník Securitas Imperii, kterého pod jeho vedením vyšly čtyři díly o šesti svazcích.
V roce 1998 se stal prvním náměstkem Úřadu dokumentace a vyšetřování zločinů komunismu, který po nástupu exponenta sociální demokracie Ireneje Kratochvíla v roce 1999 a čistkách ministra vnitra Václava Grulicha opustil a nastoupil do Ústavu pro soudobé dějiny AV ČR jako odborný a vědecký pracovník. V letech 2001 až 2003 byl poslaneckou sněmovnou zvolen za člena Rady České televize. Zároveň vyučoval na Fakultě sociálních věd UK a Národohospodářské fakultě Vysoké školy ekonomické.
Od roku 2004 působil jako šéfredaktor čtvrtletníku Pamäť národa a předseda redakční rady slovenského Ústavu pamäti národa, v jehož čele stál Ján Langoš, a člen redakční rady Historie a vojenství. V následujících dvou letech se stal poradcem skupiny senátorů Parlamentu ČR pro vznik Ústavu paměti národa, zřízeného na základě zákona č. 181/2007 Sb., o Ústavu pro studium totalitních režimů a o Archivu bezpečnostních složek.

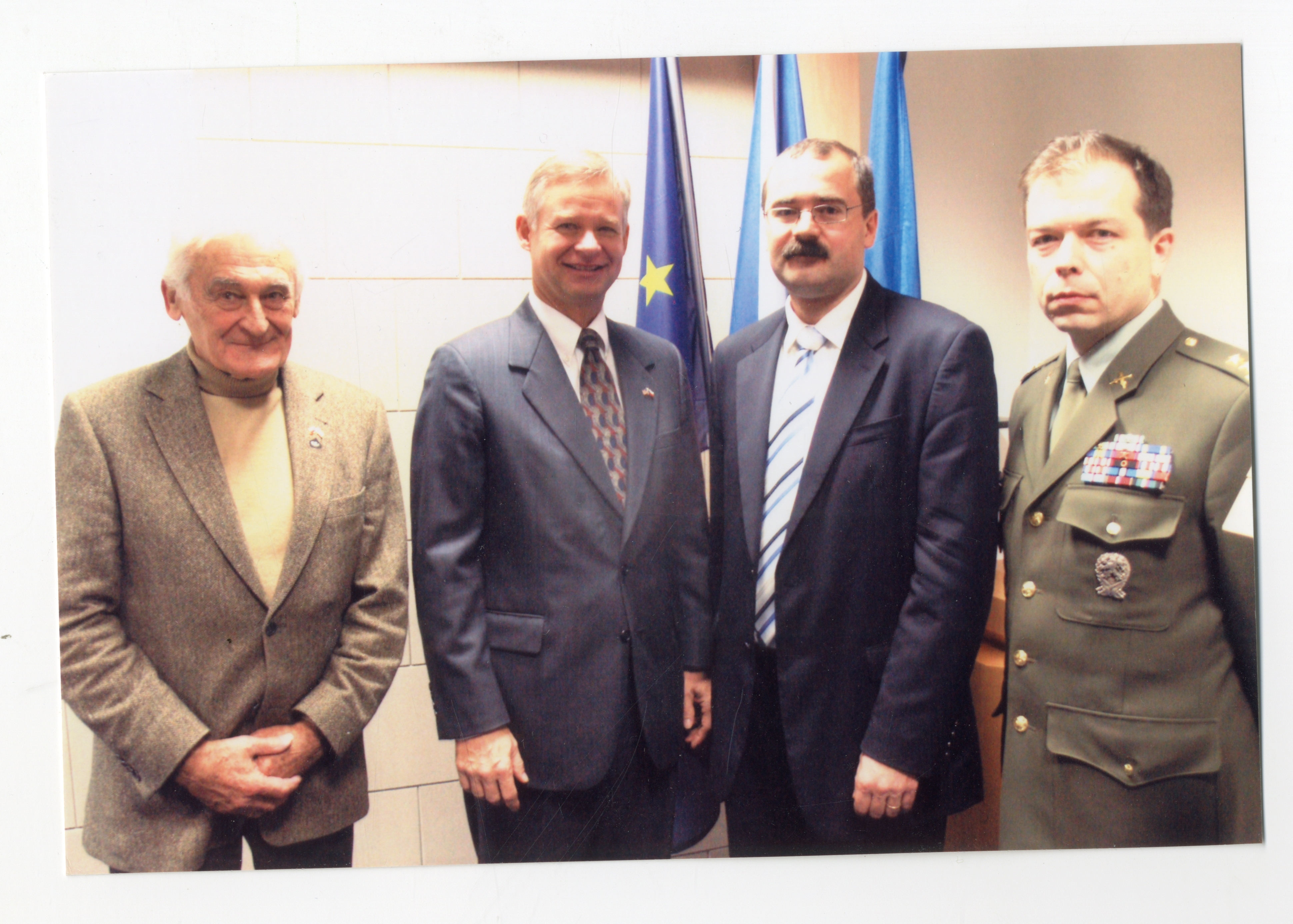
Vznik Ústavu pro studium totalitních režimů dne 1. února 2008, zleva člen odbojové skupiny bratří Mašínů Milan Paumer, americký velvyslanec Richard W. Graber, ředitel ÚSTR Pavel Žáček a nadcházející místopředseda vědecké rady plk. Eduard Stehlík

V listopadu 2006 byl jmenován ředitelem odboru Archiv bezpečnostních složek Ministerstva vnitra ČR, v červenci 2007 zmocněncem vlády pro zřízení a zabezpečení řádného chodu Ústavu pro studium totalitních režimů (ÚSTR), v srpnu 2007 prozatímním ředitelem Archivu bezpečnostních složek. Se svým týmem připravil převzetí a odtajnění archivních fondů a sbírek komunistických bezpečnostních složek v rozsahu více než 20 bkm, zejména pak svazkové agendy kontrarozvědných, rozvědných i vyšetřovacích útvarů Státní bezpečnosti, Veřejné bezpečnosti, vojsk ministerstva vnitra, Pohraniční stráže a Zpravodajské správy Generálního štábu. K 1. lednu 2008 se stal prvním ředitelem Ústavu pro studium totalitních režimů, který se dle zákona č. 181/2007 Sb. věnuje zkoumání a objasňování éry dvou totalitních režimů v Československu, komunismu a nacismu.
Pod jeho vedením začal Ústav pro studium totalitních režimů publikovat čtvrtletník Paměť a dějiny, odborný časopis Securitas Imperii, anglickojazyčný časopis Behind the Iron Courtain, dále vydal 46 neperiodických publikací (13 monografií, 4 edice dokumentů, 7 sborníků, 1 slovník, 14 katalogů výstav, 1 výukové DVD, 1 učebnici a 6 informačních brožur), uspořádal 26 výstav, 4 mezinárodní konference, 6 mezinárodních seminářů, badatelských sympozií a workshopů, 1 studentskou konferenci. Ústav zpracoval novou koncepci převodu archivních dokumentů do elektronické podoby, digitalizoval v prvních dvou letech své existence cca 12,7 milionů stránek, vytvořil pro Archiv bezpečnostních složek unikátní lustrační systém a zveřejnil na webových stránkách téměř milion evidenčních záznamů. Zahájil také práce na pilotním projektu digitálního archivu.
V roce 2009 se stal členem mezinárodní vědecké rady Estonského ústavu historické paměti a vědecké rady rumunského Národního výboru pro studium archivů Securitate (CNSAS). Jako zakládající signatář Pražské deklarace byl iniciátorem a spoluzakladatelem Platformy evropské paměti a svědomí.
K 1. dubnu 2010 byl ve funkci nahrazen historikem Jiřím Pernesem, krátce poté odvolaným v důsledku plagiátorské aféry. Po zvolení Daniela Hermana ředitelem Ústavu pro studium totalitních režimů pracoval nejprve jako jeho poradce. Byl členem Ediční rady ÚSTR, místopředsedou redakční rady revue Paměť a dějiny a předsedou redakční rady odborného časopisu Securitas Imperii. Od října 2011 do května 2013 se stal ředitelem Kanceláře Ústavu pro studium totalitních režimů. Od roku 2011 vyučuje historii bezpečnostních složek 20. století na vysoké škole CEVRO Institut.
V letech 2013–2014 působil jako poradce náměstkyně (státního tajemníka) ministra obrany pro personalistiku v oblasti minulostní a paměťové agendy, zejména zákona č. 262/2011 Sb., o účastnících odboje a odporu proti komunismu, a zároveň jako poradce ministra kultury Daniela Hermana. Posléze byl převeden na odbor pro válečné veterány Ministerstva obrany ČR, kde se stal editorem tří sborníků o protikomunistickém odboji Vyjádření úcty a vděčnosti. Je členem Centra pro dokumentaci totalitních režimů, z.s.

## Politické působení
Ve volbách do Senátu PČR v roce 2014 kandidoval jako nestraník za ODS v obvodu č. 21 – Praha 5. Se ziskem 16,74 % hlasů skončil v prvním kole na 2. místě, a postoupil tak do druhého kola. V něm však prohrál poměrem hlasů 34,91 % : 65,08 % s nestraníkem za SZ a KDU-ČSL Václavem Láskou. Ve volbách do Poslanecké sněmovny PČR v roce 2017 kandidoval jako nestraník za ODS v Praze na 17. místě kandidátky. Získal 6 406 preferenčních hlasů, skončil na 4. místě, a stal se tak poslancem.
Po svém zvolení se stal členem Poslaneckého klubu ODS, Výboru pro obranu a Výboru pro bezpečnost (místopředseda), Stálé komise pro kontrolu činnosti Národního bezpečnostního úřadu a Stálé komise pro kontrolu použití odposlechu a záznamu telekomunikačního provozu, použití sledování osob a věcí a rušení provozu elektronických komunikací a náhradníkem Stálé delegace Parlamentu do Parlamentního shromáždění NATO. V listopadu 2017 se stal členem ODS.
Ve volbách do Poslanecké sněmovny PČR v roce 2021 kandidoval z pozice člena ODS na 7. místě kandidátky koalice SPOLU (tj. ODS, KDU-ČSL a TOP 09) v Praze. Vlivem 31 347 preferenčních hlasů však nakonec skončil třetí, a stal se tak poslancem.
Ve sněmovních volbách v roce 2025 kandiduje z 8. místa kandidátní listiny koalice SPOLU v Praze.

## Publikační činnost
Pavel Žáček je autorem řady publicistických textů, více než 150 odborných a vědeckých studií a článků, publikovaných v revue Střední Evropa, odborném časopisu Securitas Imperii, čtvrtletníku Pamäť národa, časopisu Historie a vojenství, Sborníku Archivu bezpečnostních složek, revue Paměť a dějiny, Behind the Iron Courtain, The Journal of Intelligence History, The Journal of Slavic Military Studies, Journal for Intelligence, Propaganda and Security Studies, Pamięć i Sprawiedliwość, edic dokumentů, monografií, sborníků a slovníků, zaměřených na dějiny protinacistického odboje a činnost komunistických bezpečnostních složek, zejména pak Státní bezpečnosti a dalších mocenských složek komunistického režimu.
Mezi jeho nejdůležitější publikace patří:
- Boje o minulost. Deset let vyrovnávání se s komunistickou minulostí (Brno, 2000)
- Přísně tajné! Státní bezpečnost za normalizace (Praha, 2001)
- Státní bezpečnost na Slovensku za normalizace (Bratislava, 2002)
- Kasárna na levém břehu. Smíchov a okolí v pražském povstání (Cheb, 2003)
- Francouzský krtek. V první linii studené války (spoluautor F. Vojtásek; Cheb, 2003)
- Menší sestra I. Vznik a vývoj První správy ministerstva vnitra 1953–1959 (Brno, 2004)
- Průlom. Agentem CIA uvnitř komunistické nomenklatury (spoluautor F. Doskočil; Praha, 2004)
- Nástroj triedneho štátu. Organizácia ministerstiev vnútra a bezpečnostních zborov 1953-1990 (Bratislava, 2005)
- V čele StB. Pád režimu v záznamech důstojníka tajné policie (Bratislava, 2006)
- Odvrácená tvář pražského jara. Státní bezpečnost v Praze a srpen 1968 (Cheb, 2010)
- Vypovídat pravdu a nic nezamlčet. Protokoly parlamentní vyšetřovací komise pro objasnění událostí 17. listopadu 1989. I. II. (Praha, 2013)
- Prahou pod pancířem vlasovců. České květnové povstání ve fotografii, sv. IV (Praha, 2014),
- Memory of Nations in Democratic Transition. The Czech Experience (Praha, 2015)
- Vlasovci v boji za Prahu. Pomoc 1. ruské divize Ozbrojených sil KONR povstalé Praze, 5. – 9. května 1945. Edice dokumentů (Praha, 2017)
- Memory of Nations. Democratic Transition Guide (spolueditorka N. Maráková; Praha, 2017)
- Biografický slovník náčelníků operativních správ Státní bezpečnosti (spoluautoři; Praha, 2017).[19]